# Irkku
Irkku är en sjö i Finland. Den ligger i kommunen Kuhmo i landskapet Kajanaland, i den östra delen av landet, 500 km nordost om huvudstaden Helsingfors. Irkku ligger 193 meter över havet. Den ligger vid sjön Pieni Tahkonen. Den är 11,2 meter djup. Arean är 89,6 hektar och strandlinjen är 8,02 kilometer lång. Sjön  ingår i Uleälvens huvudavrinningsområde. 